# Edu K
Eduardo Martins Dorneles (né le 8 novembre 1969) à Porto Alegre, mieux connu sous le nom de scène Edu K, est un musicien et multi-instrumentiste brésilien de rock et musique électronique. Après la pause de son groupe DeFalla en 2004, Edu commence à travailler sur sa carrière solo internationale axée sur la musique électronique. 
En 2009, il annonce sa participation en tant que chanteur du groupe brésilien de glam rock Teenage Disco Hell et d'un autre groupe, non encore nommé, composé d'anciens membres de DeFalla. Au cours des années 1980 et 1990, Edu devient membre de groupes de rock tels que A Vingança De Montezuma, Groo Brothers et Elektra. 

## Biographie

### DeFalla
Au milieu des années 1980, Edu K forme DeFalla (anciennement Fluxo) qui, avec une orientation post-punk, participe à la compilation Rock Grande do Sul. Entre 1988 et 1992, le groupe publie cinq albums (un par an), avec des variations musicales significatives entre eux, passant par des styles tels que le post-punk, le heavy metal, le hard rock, le funk et la musique électronique. Esthétiquement, ils se produisent avec un look excentrique, avec des cheveux colorés, des perruques et d'autres ornements. En 1993, DeFalla participe au Hollywood Rock de cette année-là, se produisant devant plus de 100 000 personnes. Ce festival permet à des groupes tels que Red Hot Chili Peppers, Nirvana, Alice in Chains et L7 de se produire au Brésil. Pendant le concert, Edu se tient nu sur scène, avec seulement une chaussette sur ses parties génitales, pour se moquer des Red Hot Chili Peppers, qui avaient l'habitude de se produire sur scène de cette manière et qui devaient jouer plus tard.
Edu reste avec DeFalla jusqu'en 2004, publiant les albums Superstar et Sodapop, lorsque le groupe revient à sa formation originale pour de petits concerts dans tout le pays.

### Carrière solo
Edu passe deux ans à travailler sur son album avant de sortir son deuxième disque solo en 2006 sur le label Man Recordings. Le disque, intitulé Frenetiko, mêle le funk carioca à la Miami bass et à l'electro. Cette sortie ouvre la voie à une carrière internationale avec des tournées en Europe et dans des pays comme l'Australie et Israël. Dans les années qui suivent, Edu réalise plusieurs remixes pour des artistes internationaux tels que Don Omar, Gotan Project, Cowgum et Act Yo Age.
En 2008, des extraits de son clip Gatas, Gatas, Gatas (réalisé par Bryan Barber, qui a également réalisé Hey Ya! d'OutKast) figurent dans une publicité pour un téléphone portable Sony Ericsson. La chanson Popozuda Rock'n'Rol figure également dans des campagnes publicitaires internationales pour des marques telles que Coca-Cola et Nike. La même année, il sort les EP Party Munky et Headbanger, ce dernier sur le label australien Sweat It Out! 
En 2015, il participe à la huitième édition de l'émission de télé-réalité A Fazenda, où il est le deuxième à être éliminé, perdant une manche contre Mara Maravilha, Edu recevant 42,2 % pour rester dans le jeu.

## Discographie

### Albums studio
- 1995 : Meu Nome é Edu K
- 2006 : Frenetiko
- 2013 : Do the Brega
- 2022 : Vacinado no Bum Bum

### EP
- 2006 : Illegal
- 2008 : Headbanger
- 2008 : Party Munky
- 2009 : Raver Lovin (feat. MC Gaff E)
- 2014 : Boy Lixo

### Singles
- 2005 : Popozuda Rock'n'Roll
- 2006 : Hot Mama
- 2006 : Hot Mama & Jece Valadão / Uepa
- 2006 : Sex O' Matic
- 2007 : Gatas, Gatas, Gatas
- 2008 : (Edu K) Me Bota Para Dançar (feat. Marina Vello)
- 2013 : Dança da B. Manca (feat. Bonde do Rolê)

### Albums notables produits
- 1992 : Defalla - Kingzobullshit (co-production)
- 1992 : Edu K - Meu Nome É Edu K
- 1993 : M.R.N - Noite de Insonia (production)
- 1994 : Piveti - Ex Detento (production)
- 1997 : P.U.S. - Presets
- 1997 : Pavilhão 9 - Cadeia Nacional
- 1998 : Mundo Livre S.A. - Carnaval na Obra
- 1998 : Câmbio Negro - Câmbio Negro
- 1998 : Funk Fuckers - Bailão Classe A
- 2014 : Cachorro Grande - Costa do Marfim
- 2016 : Cachorro Grande - Electromod
- 2016 : Os Skrotes - Tropical Mojo

## Distinctions

### Prêmio Açorianos
| Année | Catégorie               | Nommé | Résultat   | Réf.  |
| ----- | ----------------------- | ----- | ---------- | ----- |
| 1992  | Chanteur                | Edu K | Nomination | [ 4 ] |
| 1999  | Producteur              | Edu K | Lauréat    | [ 5 ] |
| 2000  | Compositeur de pop/rock | Edu K | Nomination | [ 6 ] |